# Sumburgh Head fyr
Sumburgh Head fyr är en fyr på Sumburgh Head, den sydligaste punkten på Shetlandsöarnas huvudö Mainland i Skottland.
Fyren, som är den äldsta på Shetlandsöarna, ritades av ingenjör Robert Stevenson, som efter en inspektionstur i augusti 1815 hade bedömt platsen som lämplig. Byggnationen började i januari 1819 och leddes av byggmästaren John Reid från  Peterhead. På grund av den fuktiga miljön byggdes fyrens väggar dubbelt så tjocka som normalt. Fyrapparaten hade 26 reflektorer med var sin oljelampa. Fyren tändes första gången 1821 och år 1822  uppgavs driftkostnaden till 650 pund.
År 1871 avskedades fyrmästaren och en av hans assistenter för att de mot reglerna och i samförstånd inte rapporterade när den andre sov på sin post.
Fyren automatiserades och avbemannades 1991 och alla byggnader, förutom själva fyren, övertogs av  Shetland Amenity Trust. De lät renovera fyrplatsen och omgivningarna för 5,4 miljoner pund och flyttade den tidigare fyren på Muckle Roe till ingången till området.

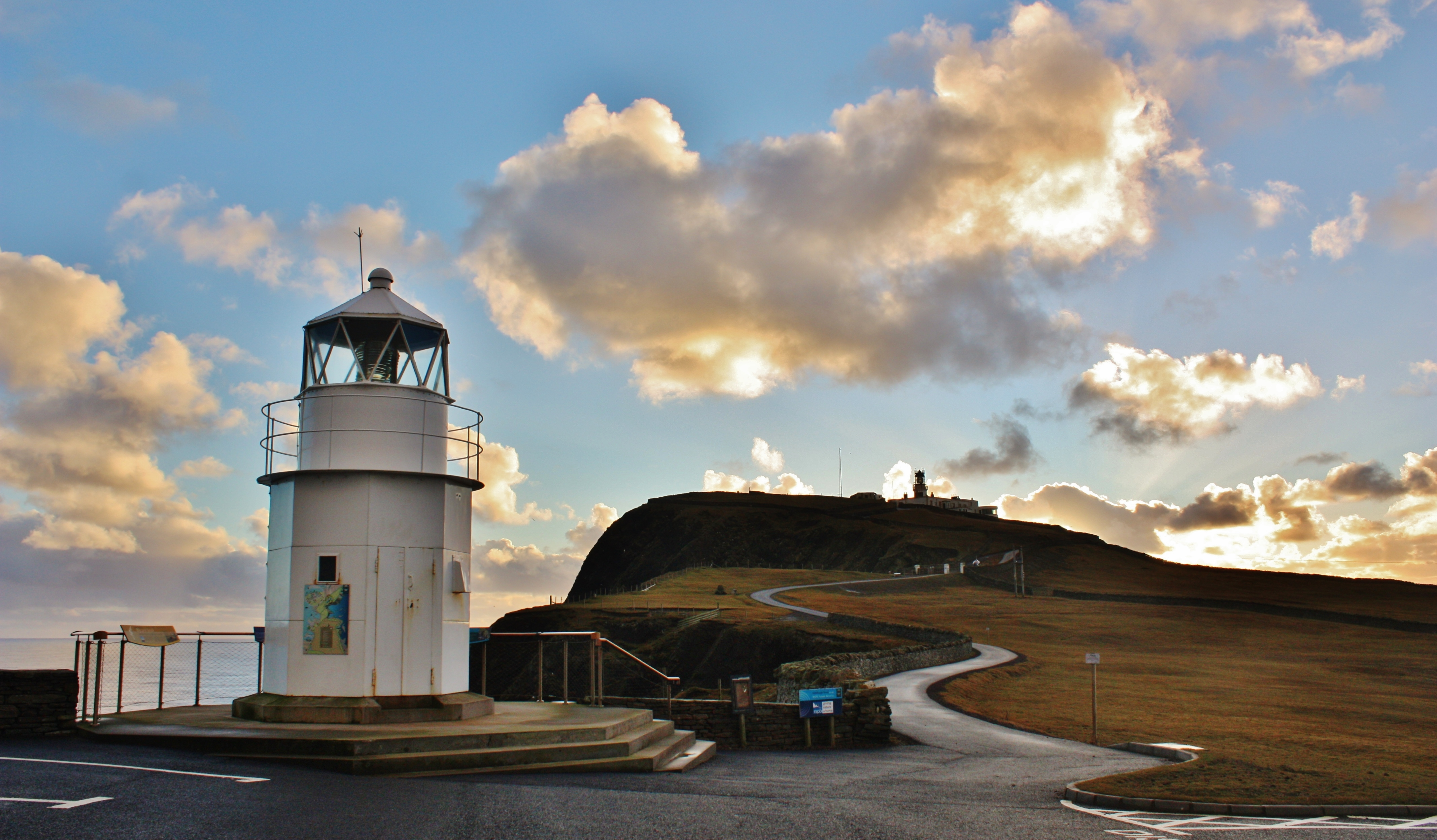
Den tidigare Muckle Roe fyr.

Besökscentret på fyren och det omgivande naturreservatet invigdes officiellt av prinsessan Anne i juni 2014. Mistluren som hade varit ur funktion sedan 1987 togs åter i bruk i februari 
2015.
Fyrplatsen kan besökas på sommaren och det är möjligt att övernatta i 
den renoverade fyrvaktarbostaden.